# Музей миниатюрной книги (Баку)
Бакинский музей миниатюрной книги — частный музей миниатюрных книжных изданий. Расположен в центре Баку, в районе Ичери-шехер на Замковой улице. С 2014 по 2016 годы музей был внесён в Книгу рекордов Гиннесса как самое большое собрание миниатюрных книг в мире. Музей работает ежедневно с 11:00 до 17:00, кроме понедельника и четверга. Вход бесплатный.

## История музея

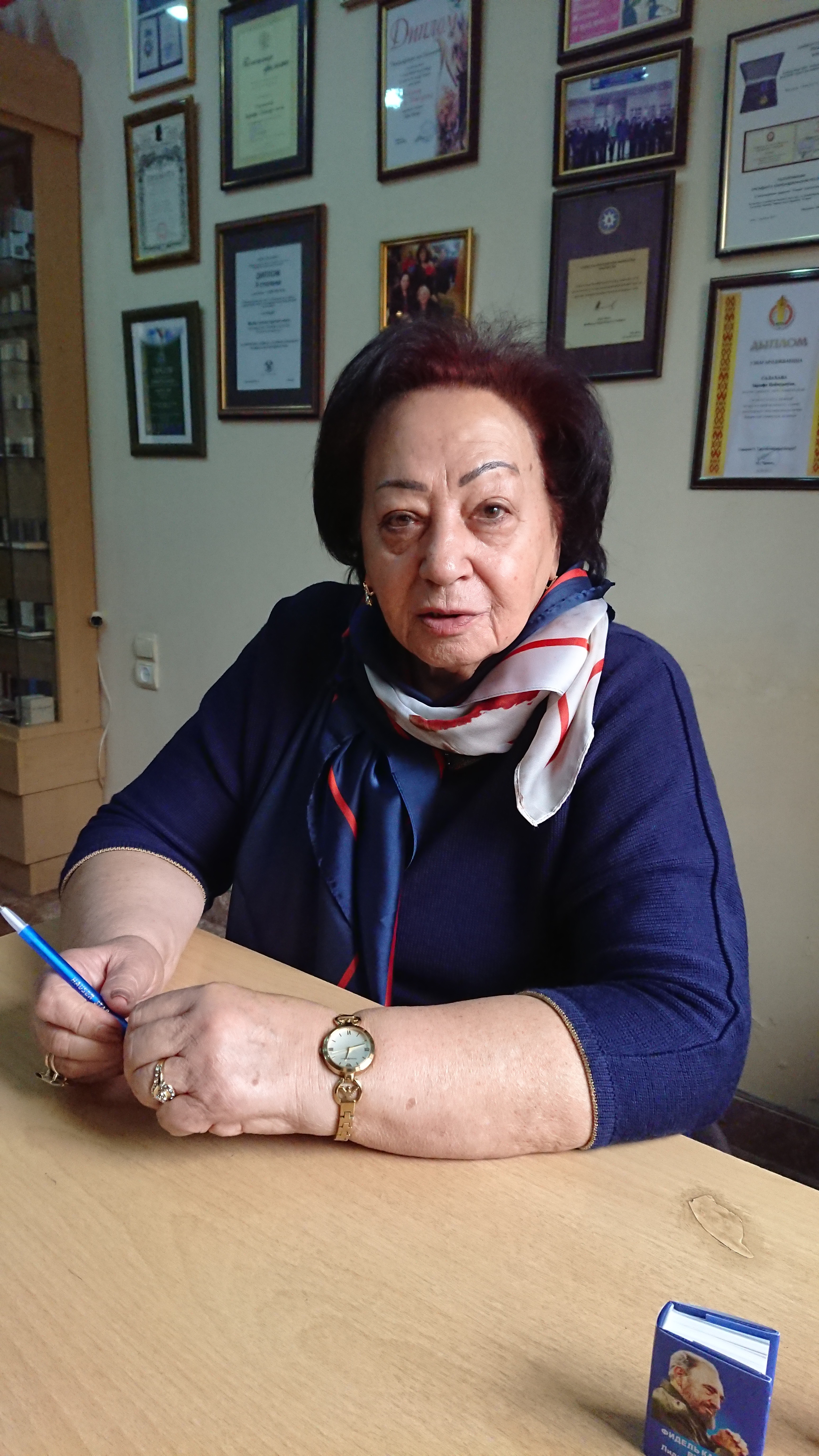
Зарифа Салахова, основатель музея

Экспонаты, выставленные в музее, являются личной коллекцией заслуженного работника культуры Азербайджана Зарифы Салаховой. Первой миниатюрной книгой в коллекции Салаховой стало факсимильное издание полного собрания басен Крылова 1835 года, которое она случайно приобрела в Москве во Всесоюзном добровольном обществе книголюбов в ноябре 1982 года.
В пополнении коллекции З. Салаховой помогал её брат — художник Таир Салахов и его друзья. Также книги для коллекции Салаховой дарили известные представители литературы и искусства — поэт Римма Казакова, народный артист СССР Зиновий Гердт, народный художник СССР Орест Верейский, поэт и бард Александр Дольский и др.
Коллекция З. Т. Салаховой быстро росла и уже в 1988 году выставка её собрания миниатюрных книг прошла в Кабуле. Также выставки коллекции З. Т. Салаховой проводились в следующих городах: Дакка (1991), Хайфа (1994), Хайроу, КНР (1995), Москва (1997), Париж (1999), Киев (2000) и Сидней (2000).
Кроме того, выставки книжной коллекции Салаховой регулярно проходили в Баку, в Национальной библиотеке им. М. Ф. Ахундова. На одной из таких выставок проходила презентация миниатюрной книги «Клятва на верность Родине, государству, народу», содержащей текст инаугурационной президентской речи Гейдара Алиева на трёх языках. Выставку посетил президент Азербайджана. Зарифа Салахова в своём выступлении обратилась к Гейдару Алиеву с просьбой выделить помещение для музея, а она в свою очередь завещает свою коллекцию городу. В своей заключительной речи на презентации книги президент Азербайджана отметил важность книг в жизни человека и дал распоряжение на выделение места для музея. Спустя четыре месяца ей позвонили из архитектурного управления Баку и сказали, что одному из их сотрудников поручено пройтись с ней по Ичери-шехеру и выбрать любое понравившееся место. Затем началось строительство здания, которое длилось три года.
23 апреля 2002 года, в день, объявленный UNESCO Всемирным днём книг и авторских прав, в самом центре Баку, в старом городе Ичери-шехер на Замковой улице открылся музей миниатюрной книги.
Музей стал одной из достопримечательностей Баку. С момента создания его посетило 380 тысяч человек, из них 135 тысяч иностранцев (на 2018 год). Среди посетителей музея много известных людей. Так, в книге отзывов музея имеются благодарственные записи: бывшего президента России Б. Ельцина, бывшего президента Эстонии А. Рюйтеля, бывшего премьер-министра России, председателя Российского книжного союза С. Степашина, председателя Союза писателей Азербайджана Анара, ректора Бакинской музыкальной академии Ф. Бадалбейли, народного артиста Азербайджана Г. М. Ягизарова, председателя Совета Международного сообщества книголюбов С. Есина, президента Европейского олимпийского комитета Патрика Хикки, актёра Жерара Депардьё, руководителя Россотрудничества К. Косачева и др.
Выставки музейной коллекции проходили в следующих городах: Москва (2003), Майнц (2003), Анкара (2005), Париж (2006), Саудовская Аравия (2007), Лондон (2009), Минск (2009 и 2013), Шанхай (2010), Пекин (2011), Гавана (2011 и 2014) и Нижневартовск (2018).

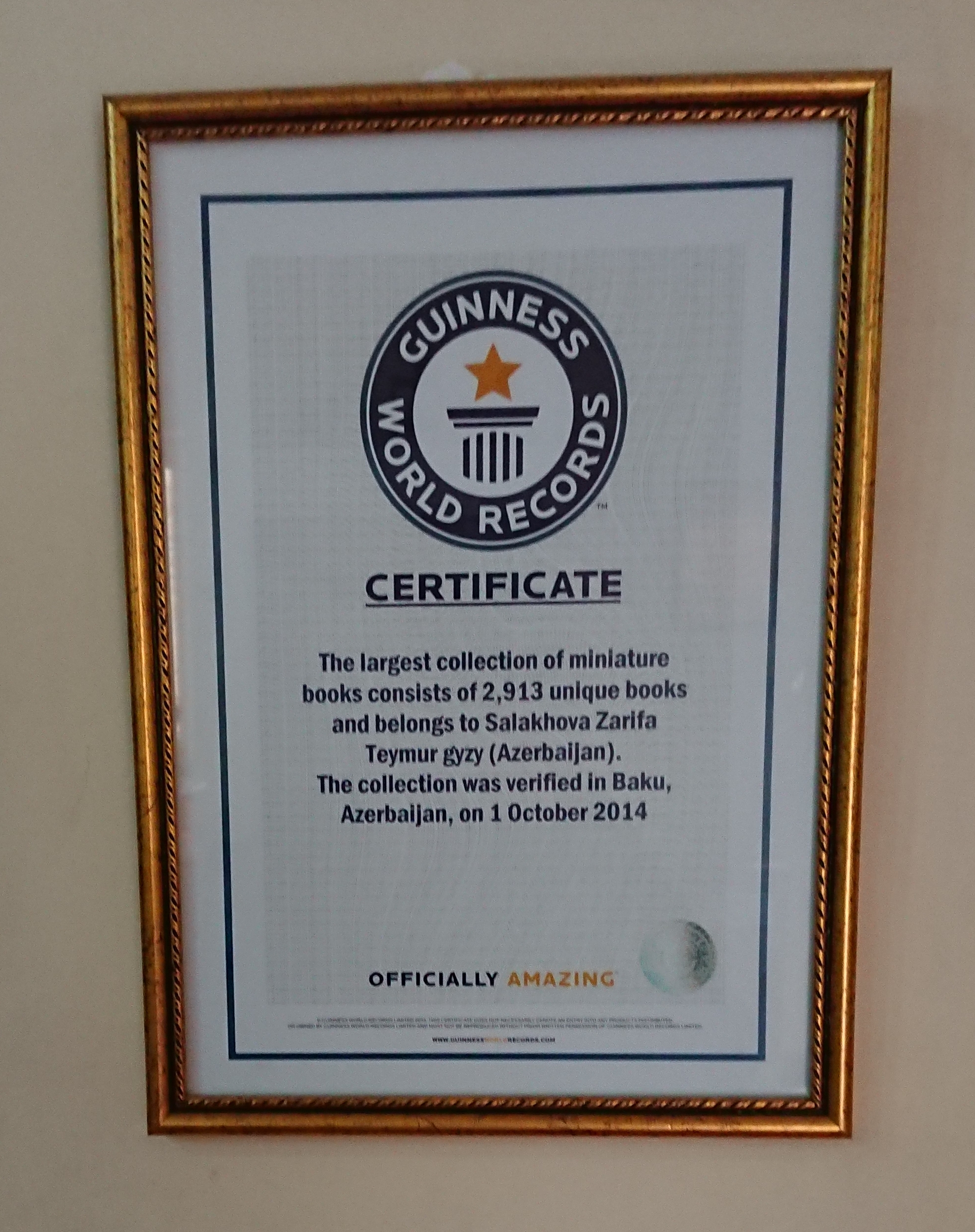
Сертификат Книги рекордов Гиннесса на стене музея

1 октября 2014 года музей был внесён в Книгу рекордов Гиннесса как самое большое собрание миниатюрных книг в мире. На тот момент собрание содержало 2913 уникальных книг, подходящих под критерии Книги рекордов (менее 3x3 дюйма). В 2016 году этот рекорд был побит Сатаром Адхуром (Sathar Adhoor) из Индии, чья коллекция содержала 3137 уникальных книг.
В декабре 2014 года был открыт первый филиал музея. В настоящее время функционирует уже три его филиала:
- Филиал в Нахичевани . Открыт 18 декабря 2014 года. Собрание содержит 1120 миниатюрных книг.
- Филиал в Гяндже. Открыт 21 мая 2016 года. В помещении музея на 15 витринах собраны 1060 книг, напечатанных в 29 странах мира, в том числе и в Азербайджане.
- Филиал в Шеки. Открыт 6 ноября 2017 года. Расположен в комплексе лечения и отдыха «Мархал». Собрание содержит 660 книг.

## Размер собрания
На 2018 год коллекция Салаховой составляет более 8700 миниатюрных книг из 82 стран мира.
В коллекцию включены книги размером не более 100×100 мм (стандарт СССР). На витринах музея в Баку экспонируется 5680 миниатюрных книг, а в филиалах — 2 840 книг (в Нахичевани — 1120, в Гяндже — 1060, в Шеки — 660).
Существенную часть коллекции составляют миниатюрные книги форматом менее 76,2×76,2 мм (3x3 дюйма; европейский стандарт, признаваемый Книгой рекордов Гиннесса). Таких книг в коллекции 3370 штук на 2018 год. Кроме того, в музее имеется несколько микрокниг (менее 10x10 мм).

## Характеристика экспозиции
Музей занимает площадь 145 квадратных метров и состоит из одного зала с 39 стеклянными витринами.

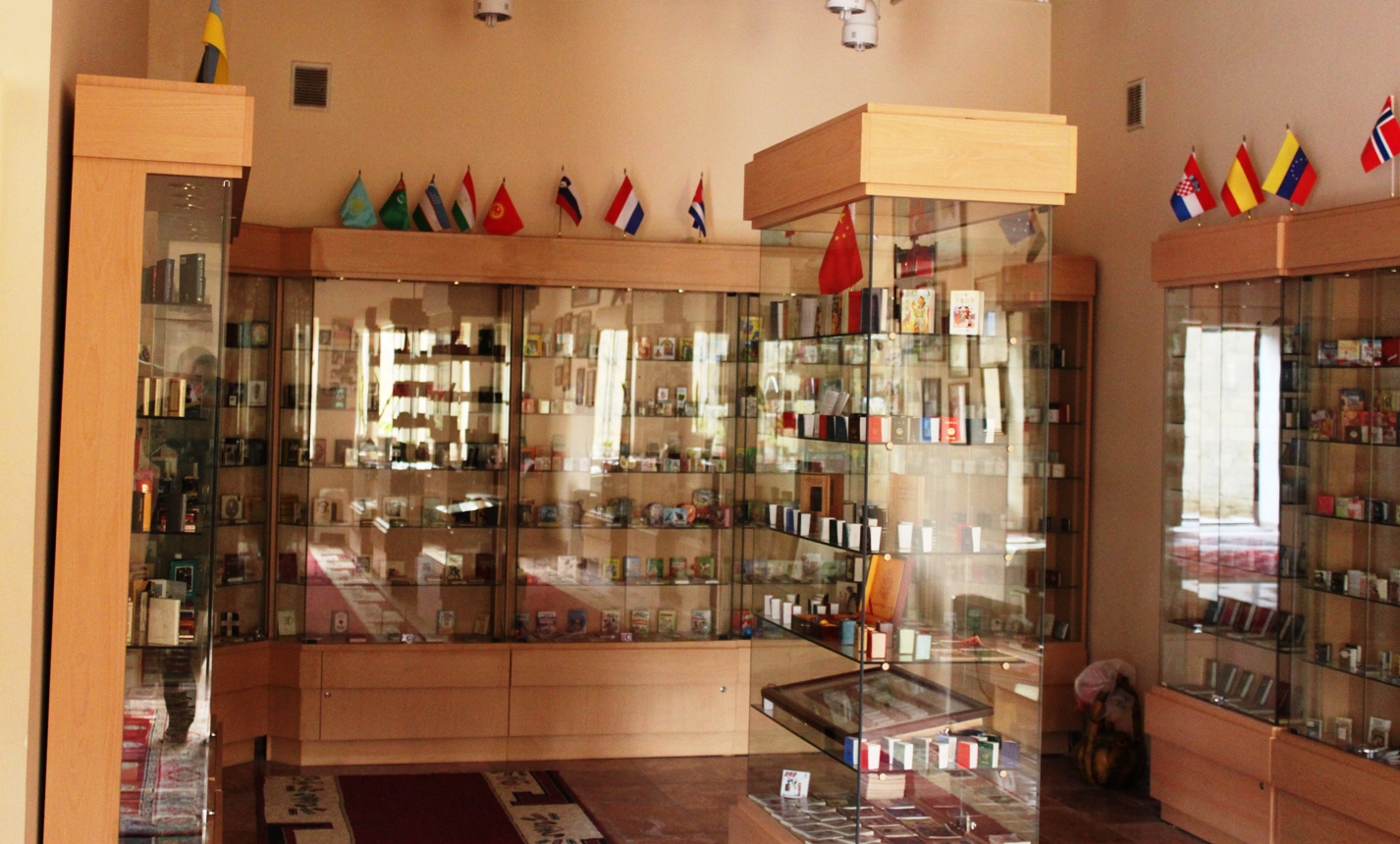
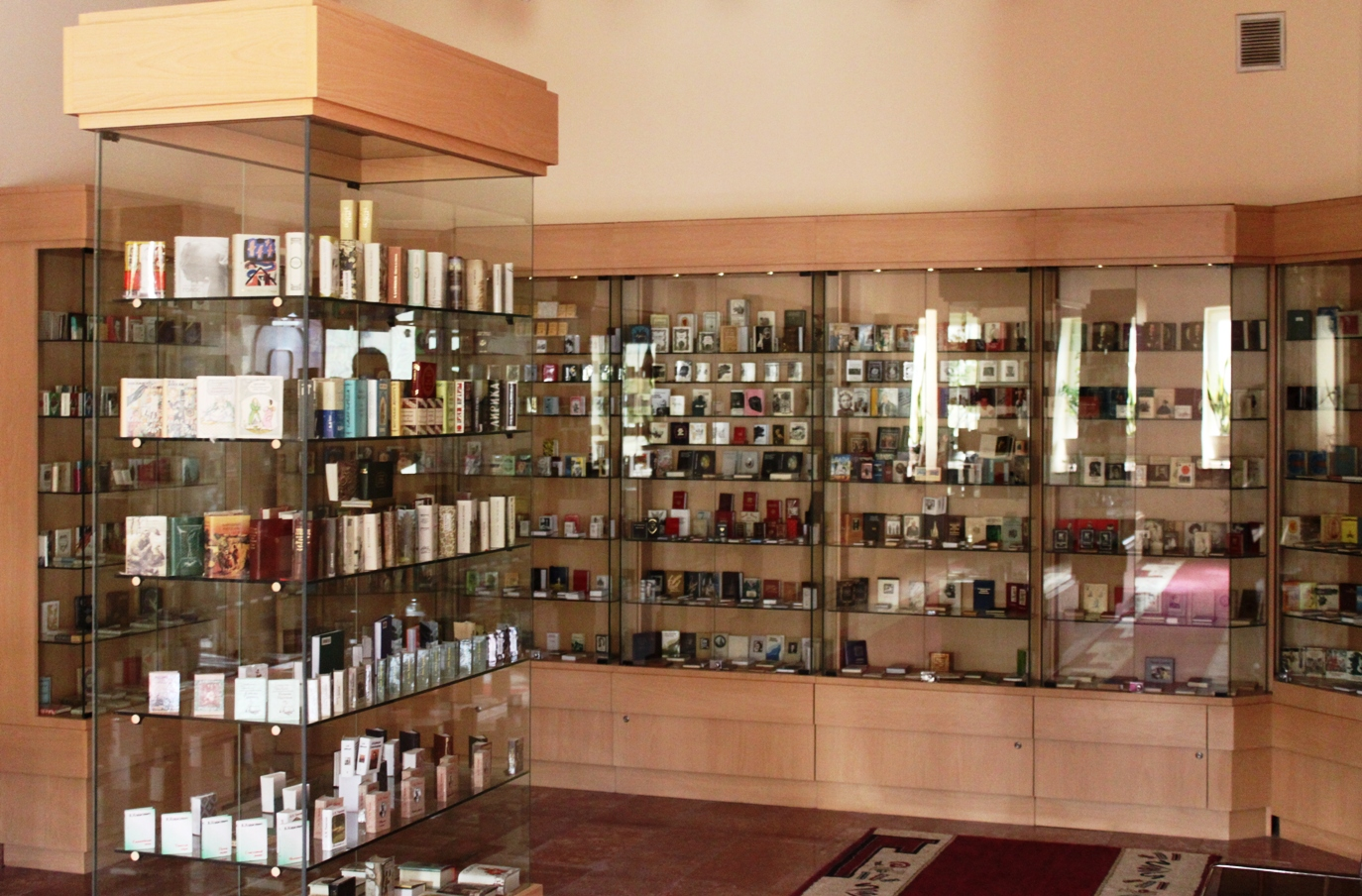
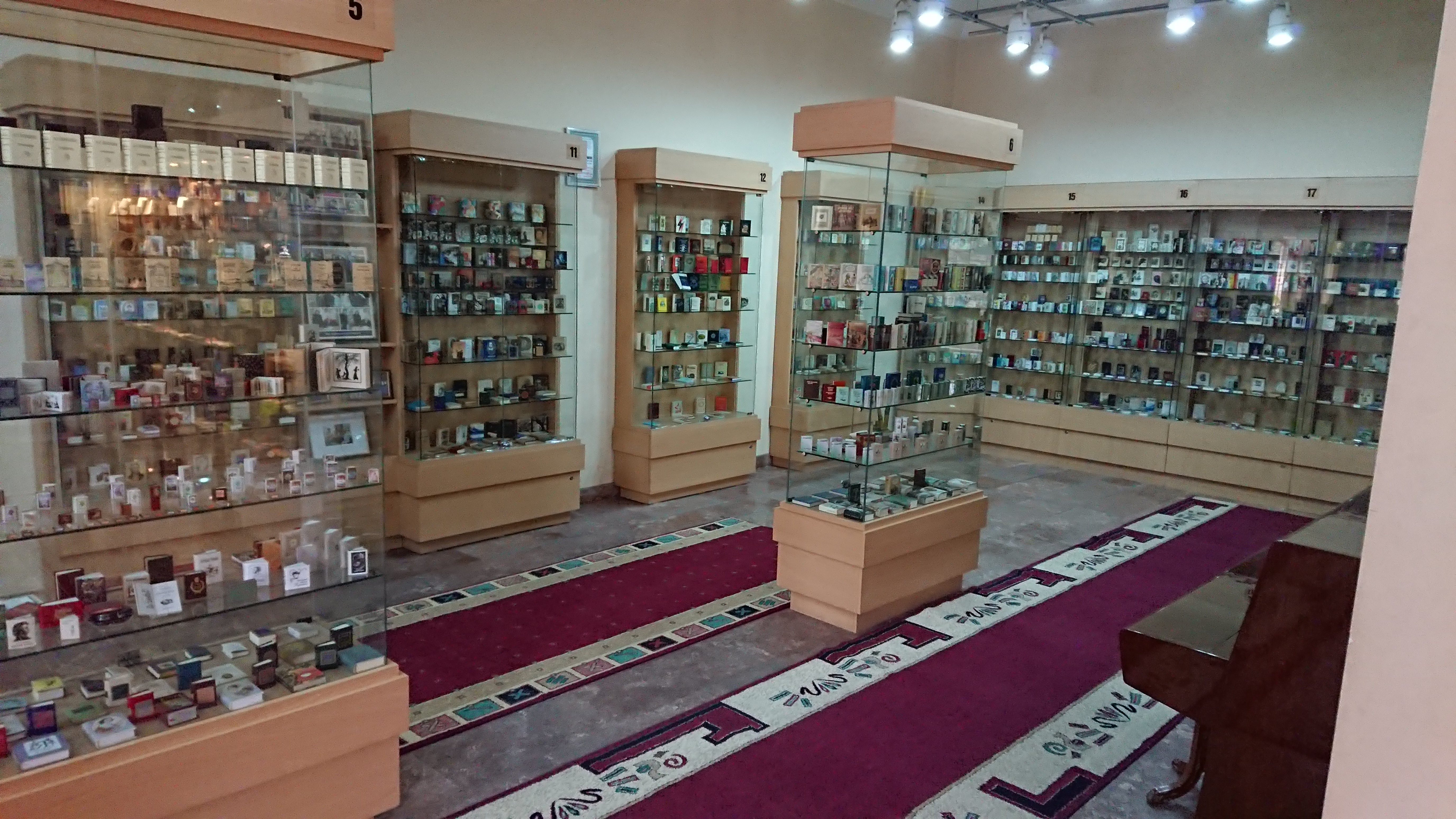

### Витрина № 1. Книги, изданные в Азербайджане

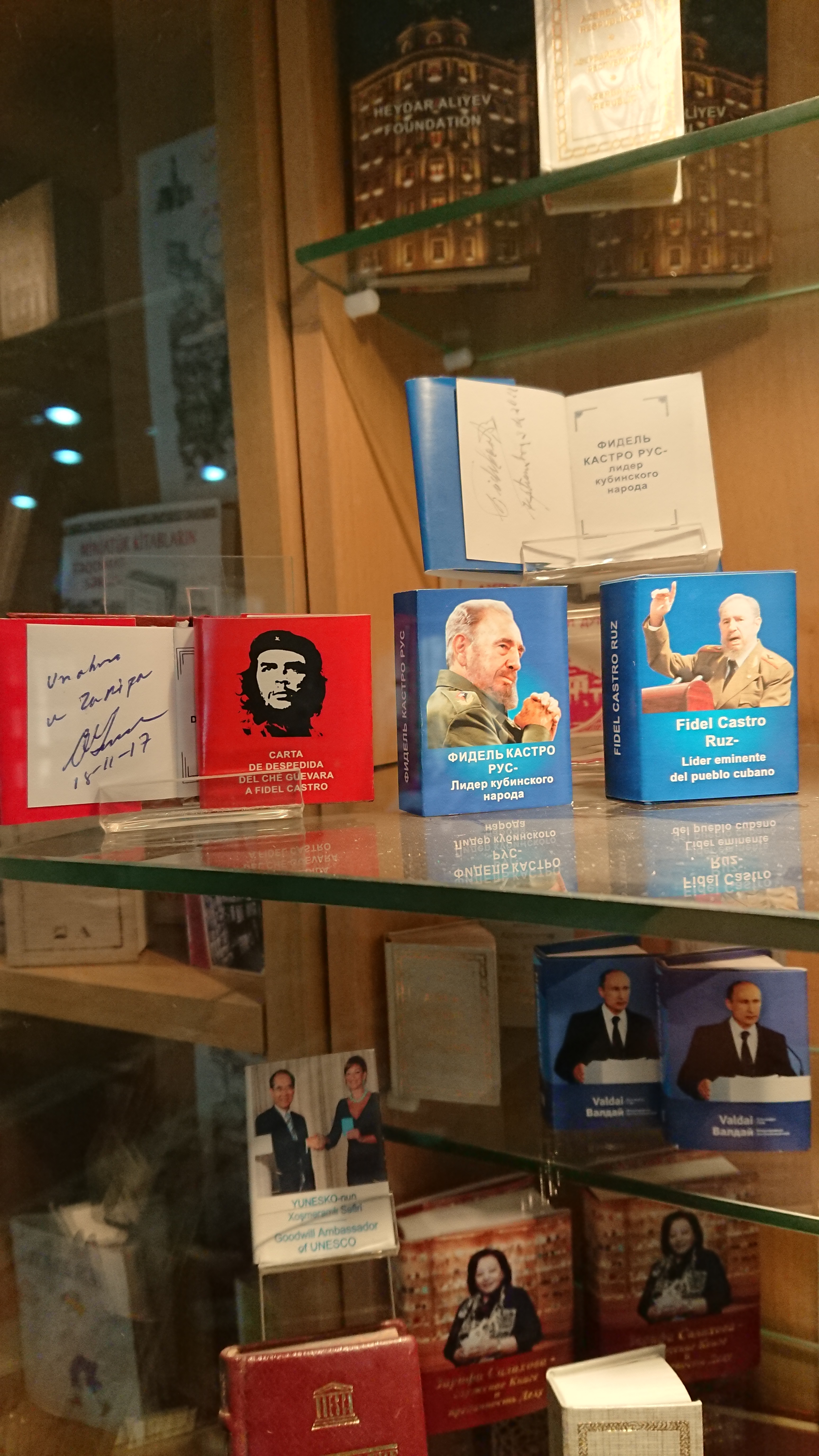

Витрина представляет миниатюрные книги, изданные в Азербайджане. Многие из книг на данной витрине изданы самой З. Т. Салаховой (миниатюрные книги она издаёт с 1985 года; на 2018 год ей издано 220 наименований таких книг).
Большинство книг посвящено Гейдару Алиеву — президенту Азербайджана с 1993 по 2003 годы. Например, имеется книга «Клятва на верность Родине, государству, народу» — текст речи, которую Гейдар Алиев произнес во время принятия президентской присяги.
На витрине представлены книги классиков азербайджанской литературы, науки и искусства: Низами, Физули, Насими, Вагифа, Натавана, Мирзы Ахундова, Мирзы Шафи Вазеха, Мухаммеда Шахрияра, Самеда Вургуна и др.
Также на витрине размещены миниатюрные книги о лидерах других стран: трёхтомник речей Мустафы Кемаля Ататюрка, двухтомник «Фидель Кастро — лидер кубинского народа», книга с письмом Че Гевары Фиделю Кастро. Имеются книги, отображающие официальные визиты в Азербайджан президентов различных стран: Республики Беларусь (А. Г. Лукашенко), России (В. В. Путина и Д. А. Медведева), Турции (А. Гюля) и Швейцарии (М. Кальми-Ре).
Кроме того, представлены, изданные в Азербайджане, книги русских писателей, поэтов и учёных.

### Витрина № 2. Микрокниги и редкие издания
На витрине представлены микрокниги коллекции — книги, которые возможно читать лишь через сильное увеличительное стекло или в некоторых случаях через микроскоп. Такие книги выпускаются единичными экземплярами или крайне ограниченным тиражом.
Самыми редкими в экспозиции считаются четыре микрокниги издательства «Топпан» (Токио, Япония):
- «Цветы четырёх времён года». Формат 0,74×0,75 мм, 22 страницы с иллюстрациями цветов, в книге используются японские, китайские и римские символы. Издана в 2012 году тиражом в 250 экземпляров[9][10].
- Три микрокниги на английском языке «The zodiacal signs and their symbols», «Language of flowers» и «Birth stone». Формат 2×2 мм. Каждая микрокнига по 16 страниц, на каждой странице от 50 до 100 знаков. Одна из микрокниг иллюстрирована.

Имеются пять немецких микрокниг:
- Четыре микрокниги «Олимпийская клятва», «Отче наш», «Люблю», «Колокол свободы». Формат 3,5×3,5 мм. Изданы в Мюнхене в 1964 году тиражом в 50 экземпляров. «Олимпийская клятва» и «Отче наш» на семи языках, а «Люблю» и «Колокол свободы» — на девяти.
- Микрокнига «Алфавит». Формат 2,0×2,9 мм. Издана в Лейпциге в 2000 году[1].

Также на витрине представлены старинные и редкие миниатюрные книги. Например, имеется прижизненное (СПб., 1837 г.) миниатюрное издание «Евгения Онегина» А. С. Пушкина (в мире сохранилось лишь 11 экземпляров). Также представлено 4-томное издание «Евгения Онегина» формата микрокниги — 8×8 мм, созданное издательством «Левша» (Омск). Также на витрине выставлено дореволюционное мини-издание «Капитанской дочки» А. С. Пушкина (М., 1900).
Кроме того, выставлены старинные миниатюрные издания М. Ю. Лермонтова «Тамань», «Казначейша» и «Ашыг Гариб», (Киев, 1892—1894), И. А. Крылова (Киев, 1894), книга «Сен-Милосский сирота» (М., 1848), «Pictures of English History» (Лондон, 1815), «Басни Лафонтена» (Париж, 1850), «Notre-Dame de Paris» В. Гюго (Брюссель, 1855), «Гамлет» У. Шекспира (Лейпциг, 1907) и др.

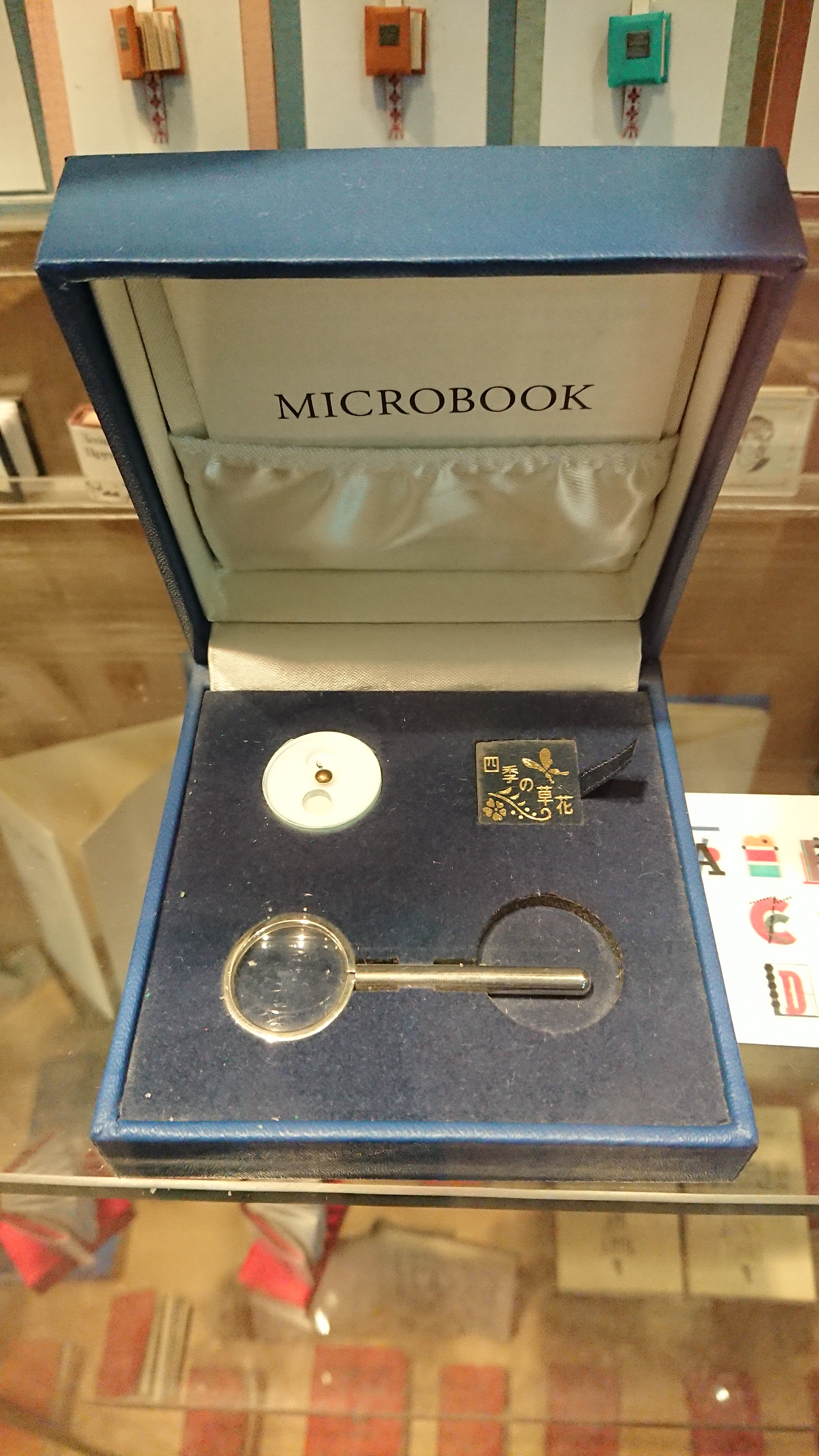
Микрокнига издательства «Топпан»
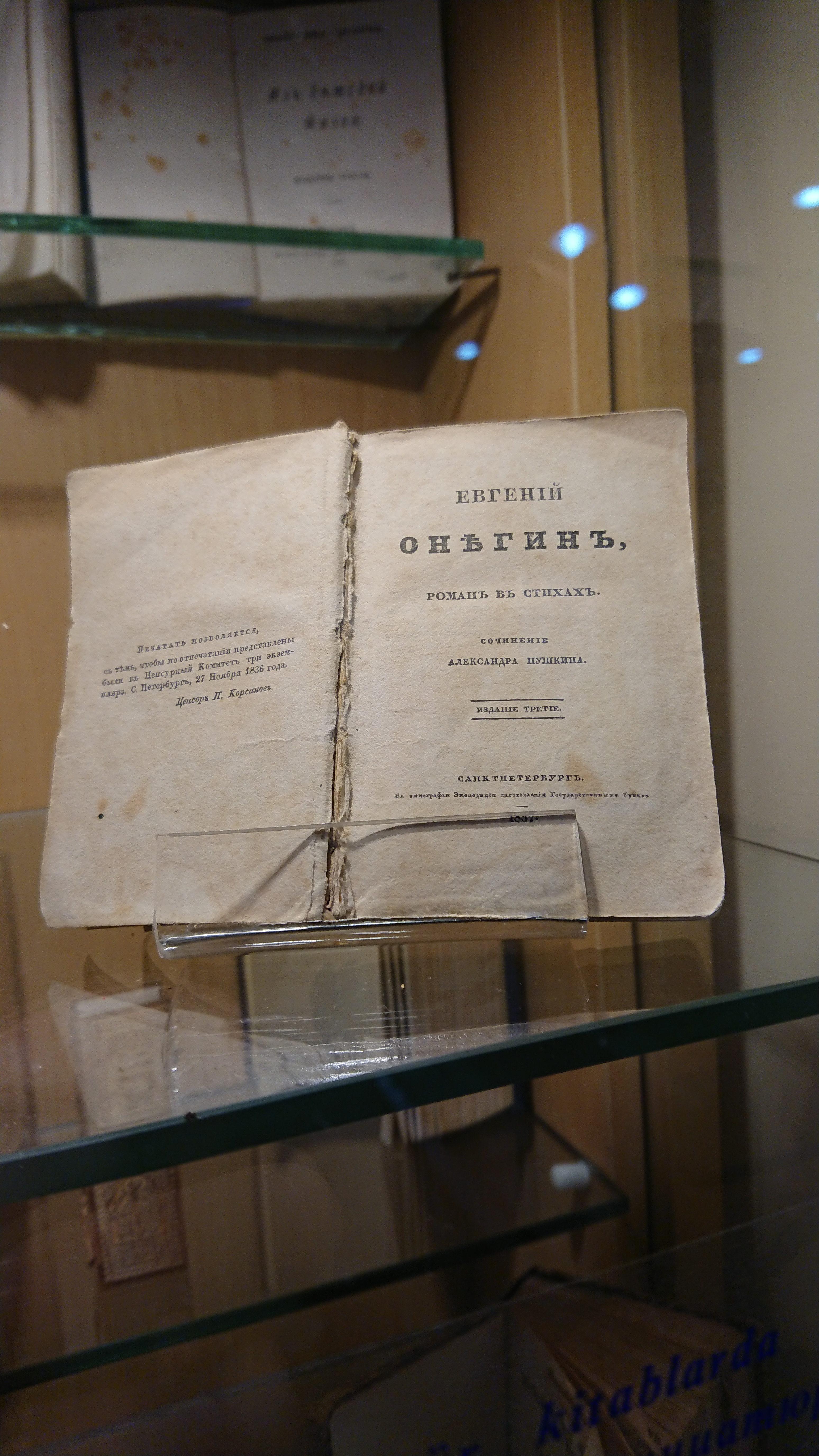
Миниатюрное издание «Евгения Онегина» (1837)

### Витрина № 3. Религиозная литература

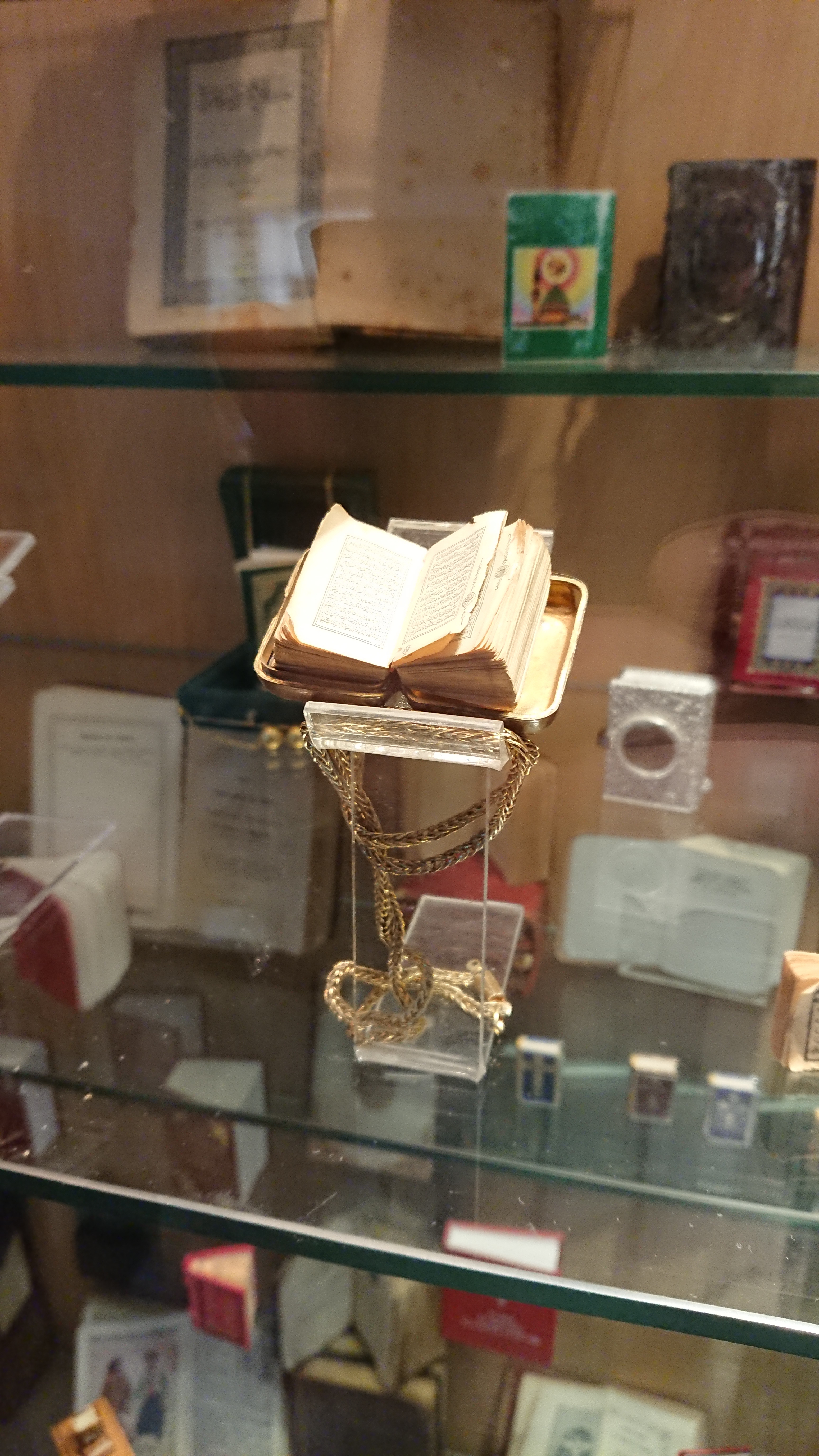

На витрине представлены миниатюрные книги религиозного содержания различных религий — ислама, христианства, буддизма и иудаизма.
Наиболее ценные издания: молитвенник на чешском языке (Нью-Йорк, 1887), Новый завет с цветными иллюстрациями (Лондон, 1915), «Проповеди св. Франциска и св. Анны, произнесённые в 1540 году» (Ватикан, факсимильное издание в кожаном переплёте, в серебряном футляре с цепочкой, 25x35 мм).
Здесь же представлена и самая старинная книга коллекции — Коран, изданный в Саудовской Аравии в 1672 году. Книга имеет формат 20 мм×30 мм и содержит все суры и аяты Корана.

### Витрины № 4-21
На витринах экспонируются миниатюрные книги, издававшиеся в СССР и в Российской Федерации. Кроме того, представлены миниатюрные издания с автографами выдающихся личностей.

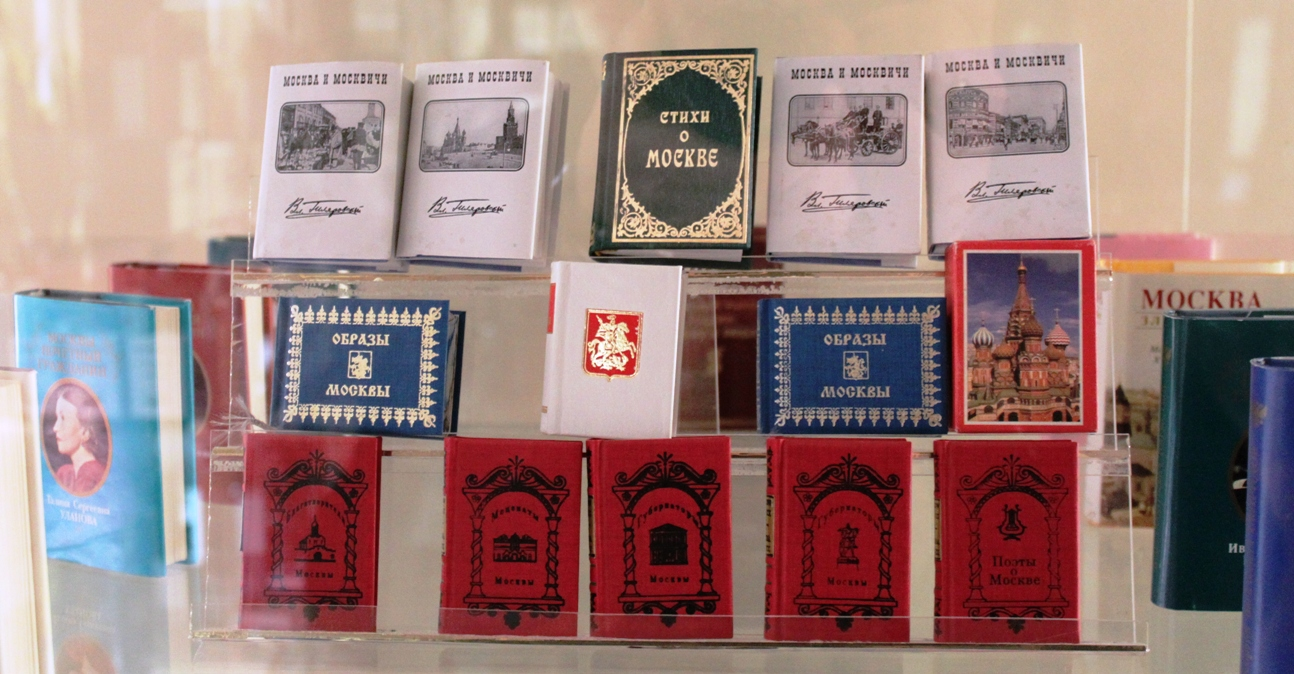
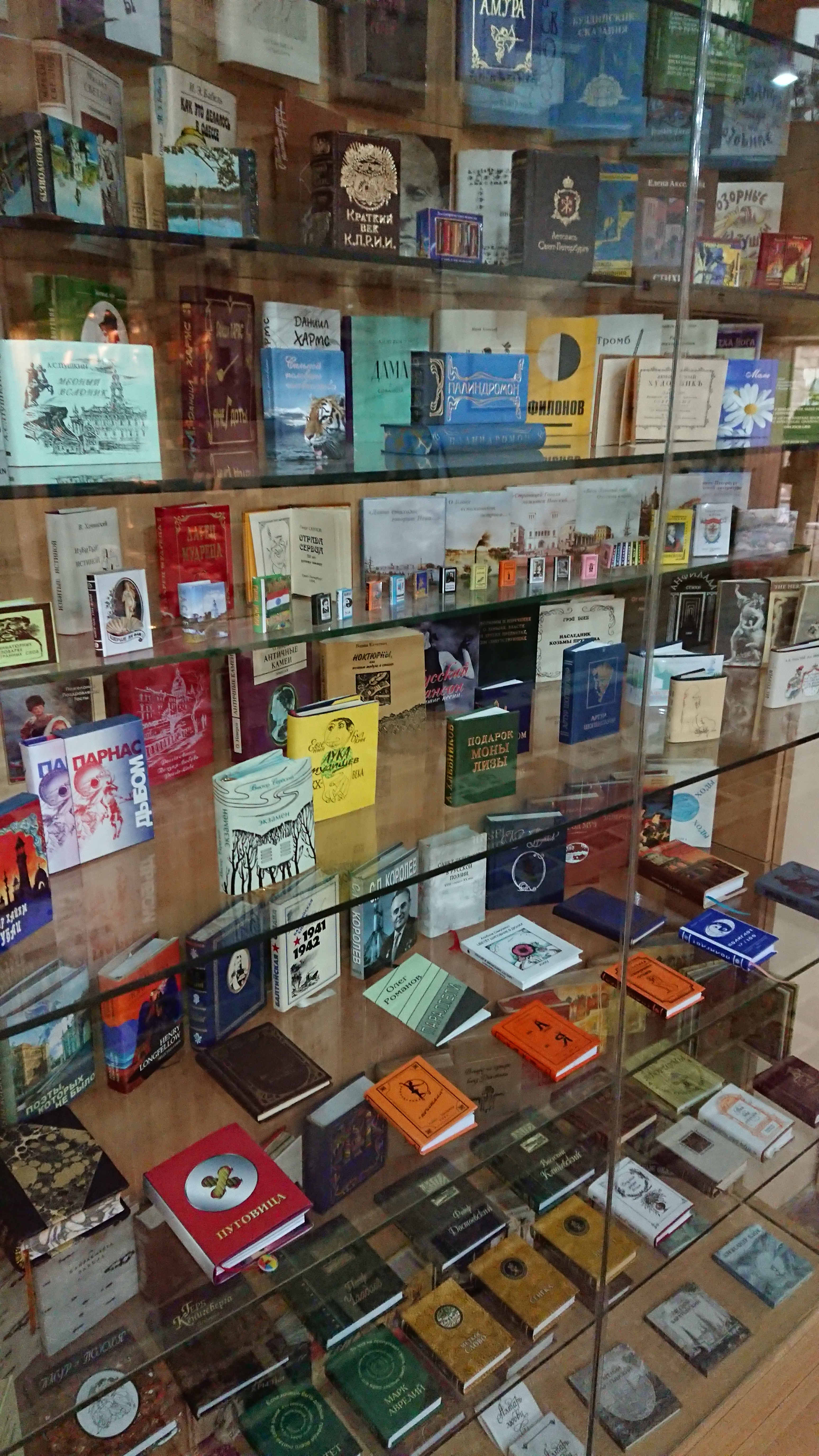

### Витрины № 22-39

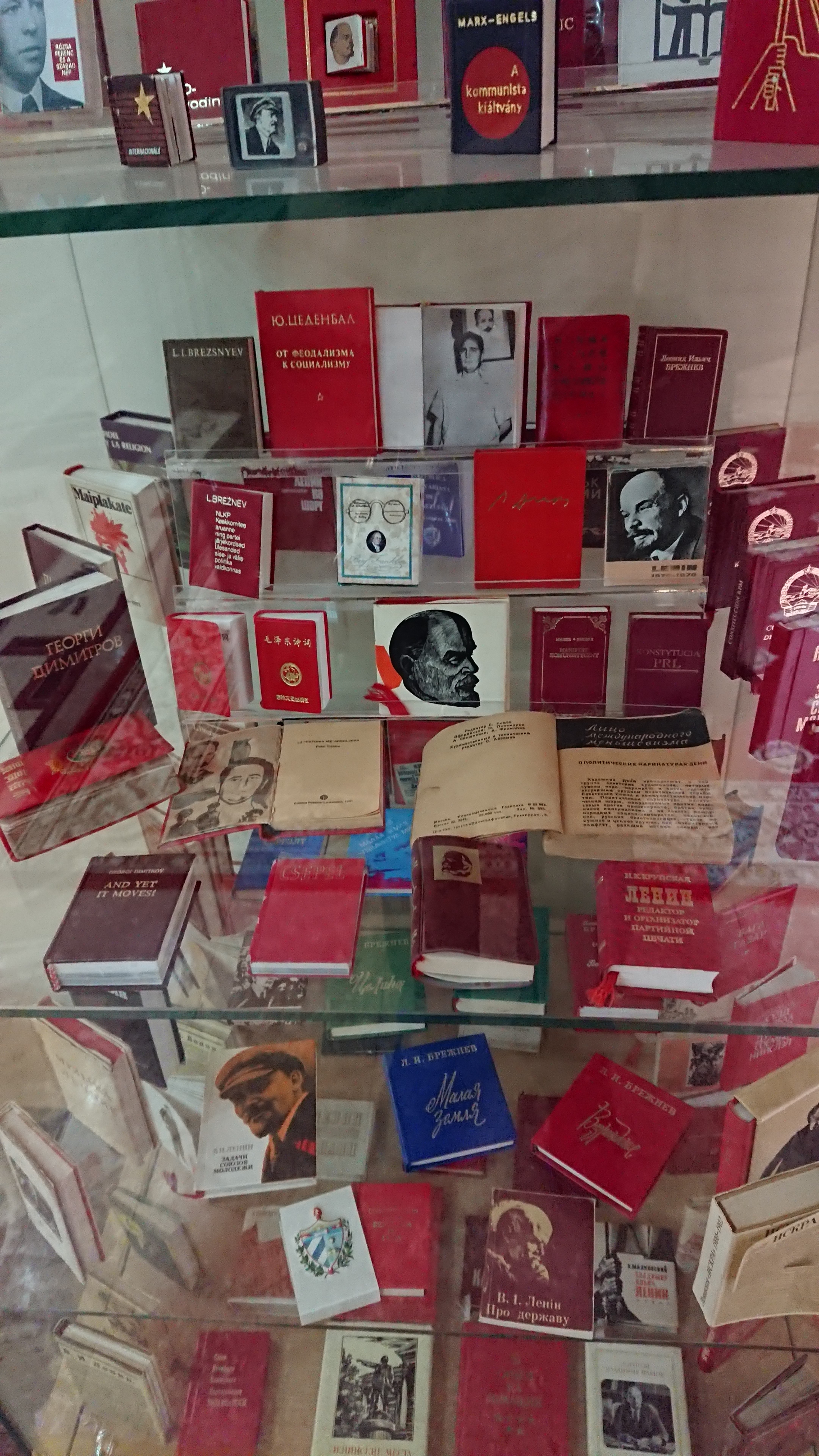
Витрина № 37. Миниатюрные книги, отображающие этапы международного коммунистического движения

На витринах экспонируются миниатюрные книги, изданные в странах дальнего и ближнего зарубежья.